# Список графов де Водемон
Графы де Водемон (фр. comtes de Vaudémont) — правители лотарингского графства Водемон, находившегося в вассальной зависимости от герцогов Лотарингии.

## Первый дом де Водемон(Эльзасская династия)
- 1070—1118: Герхард (Жерар) I (ок. 1060—1118), сын Герхарда I, герцога Верхней Лотарингии.
- 1118—1155: Гуго I (ум. 1155), сын предыдущего
- 1155—1188: Герхард (Жерар) II (ум. 1188), сын предыдущего
- 1188—1242: Гуго II (ум. 1242), сын предыдущего и Гертруды де Жуанвиль.
- 1242—1244: Гуго III (ум. 1244), сын предыдущего
- 1244—1278: Генрих I (1232—1278), сын предыдущего
- 1278—1279: Рено (1252—1279), сын предыдущего
- 1279—1299: Генрих II (1255—1299), брат предыдущего
- 1299—1348: Генрих III (ум. 1348), сын предыдущего
  - Генрих IV (1310—1346), сын предыдущего, правил вместе с отцом, последний представитель, первого дома Шатенуа, Де Водемон.

## Дом де Жуанвиль
- 1348—1365: Генрих V (1327—1365), сын Ансо (Ансельма), сира де Жуанвиль (1265—1343) и Маргариты де Водемон (1305—1333), дочери Генриха III де Водемон
- 1365—1418: Маргарита (1354—1418), дочь предыдущего
  - 1-й муж (с 1367): Жан I де Шалон (ум. 1373), сеньор де Монтагю
  - 2-й муж (с 1374): Пьер (ум. 1392), граф Женевы
  - 3-й муж (с 1393): Ферри Лотарингский (1368—1415)

## Второй дом де Водемон
- 1393—1415: Ферри (Фридрих) I (1368—1415), сын Жана I, герцога Лотарингии, и Софии Вюртембергской

- 1415—1458: Антуан (1393—1458), сын предыдущего
- 1458—1470: Ферри (Фридрих) II (1428—1470), сын предыдущего
- 1470—1508: Рене (1451—1508), сын предыдущего, также герцог Лотарингии с 1473 года под именем Рене II.

В 1508 году графство Водемон было присоединено к герцогству Лотарингии, но титул иногда присваивался членам Лотарингского дома.
- Людовик (1500—1528), граф де Водемон, сын Рене II
- Николя (1524—1577), граф де Водемон и герцог де Меркер, сын Антуана, герцога Лотарингии.
- Франсуа (1572—1632), граф де Водемон, затем герцог Лотарингии в 1625 году, сын Карла III, герцога Лотарингии.
- Карл Генрих (1649—1723), граф, затем князь де Водемон, родной сын Карла IV и Беатрисы Кузанской.